# Lebed Lake
Der Lebed Lake (englisch; russisch Озеро Лебедь Osero Lebed, deutsch ‚Schwanensee‘) ist ein Salzwassersee an der Ingrid-Christensen-Küste des ostantarktischen Prinzessin-Elisabeth-Lands. Er liegt im südlichen Teil der Vestfoldberge.
Luftaufnahmen entstanden bei der US-amerikanischen Operation Highjump (1946–1947), bei einer sowjetischen Antarktisexpedition im Jahr 1956 sowie bei den Australian National Antarctic Research Expeditions in den Jahren 1957 und 1958. Russische Wissenschaftler benannten ihn. Das Antarctic Names Committee of Australia übertrug diese Benennung in einer Teilübersetzung ins Englische.